# Gorbodugo
Gorbodugo est un roi légendaire de l’île de Bretagne (actuelle Grande-Bretagne), dont l’« histoire » est rapportée par Geoffroy de Monmouth dans son Historia regum Britanniae (vers 1135). 

## Contexte
Ce roi est nommé Gorbodugo ou Gorbodugus par Geoffroy de Monmouth. Il succède à Kinmarcus [Cynfarch ap Seisyll], mais Geoffroy n'indique pas qu'il est le fils de  Kinmarcus. Avec son épouse Iudon ils ont deux fils Ferrex et Porrex qui commencent une querelle de succession, dès avant la mort de leur père, lorsque ce dernier devient âgé. 
Le Brut y Brenhinedd le nomme Goronwy Dygu comme le Livre rouge de Hergest. La forme Gwrvyw Dygv apparait dans le manuscrit de Peniarth MS.44 et Gwruyw Digu dans la Cleopatra version. Digu signifie mal aimé. Les listes royales donnent Gorbannyawn et Gwrvyw  La Cleopatra Version du Brut fait de Gwrfyw Digu le fils de Cynfarch, son prédécesseur. On trouve également ce point dans de nombreuses chroniques anglaises à partir de celle de Pierre de Langtoft (c.1300). Le nom équivalent de Gorbodug- doit avoir été  Guorbodgu, l'actuel Gorfoddw  ou Gwrfoddw(g).

## Sources
- Geoffroy de Monmouth, Histoire des rois de Bretagne, traduit et commenté par Laurence Mathey-Maille, Les Belles lettres, coll. « La Roue à livres », Paris, 2004,  (ISBN 2-251-33917-5).
- (en) Peter Bartrum, A Welsh classical dictionary: people in history and legend up to about A.D. 1000, Aberystwyth, National Library of Wales, 1993 (ISBN 9780907158738), p. 377   GWRFYW DIGU, fictitious king of Britain. (683-672 B.C.)